# Trichocephalida
Trichocephalida, Trichinellida – rząd nicieni obejmujący rodziny:
- Anatrichosomatidae
- Capillariidae
- Cystoopsidae
- Trichinellidae
- Trichosomoididae
- Trichuridae